# Димерська селищна рада
Ди́мерська се́лищна ра́да — адміністративно-територіальна одиниця та орган місцевого самоврядування в Вишгородському районі Київської області. Адміністративний центр — селище міського типу Димер.

## Загальні відомості
Димерська селищна рада утворена в 1967 році.
- Територія ради: 956.6 км 2
- Населення ради: 23584 осіб (станом на 2020 рік)

## Населені пункти
Селищній раді підпорядковані населені пункти:
- Димер,
- Кам'янка,
- Рикунь,
- Абрамівка,
- Дудки,
- Савенки,
- Богдани,
- Овдієва Нива,
- Пилява,
- Ритні,
- Рихта,
- Вахівка,
- Любидва,
- Глібівка,
- Демидів,
- Катюжанка,
- Гута-Катюжанська,
- Козаровічі,
- Литвинівка,
- Лісовичі,
- Миколаївка,
- Любимівка,
- Андріївка,
- Сичівка,
- Рови,
- Круги,
- Розтісне,
- Федорівка,
- Рудня-Димерська,
- Володимирівка,
- Сухолуччя,
- Толокунь,
- Петрівське,
- Ясногородка

## Склад ради
Рада складається з 26 депутатів та голови.
- Голова ради: Підкурганний Володимир Володимирович
- Секретар ради: Іванова Людмила Дмитрівна

### Керівний склад попередніх скликань
| Прізвище, ім'я, по батькові     | Основні відомості                                                                    | Дата обрання | Дата звільнення |
| ------------------------------- | ------------------------------------------------------------------------------------ | ------------ | --------------- |
| Калініченко Клавдія Омел'янівна | Селищний голова, 1941 року народження, позапартійна                                  | 26.03.2006   | 31.10.2010      |
| Кучерявий Леонід Григорович     | Селищний голова, 1954 року народження, освіта вища, член Української Народної Партії | 31.10.2010   | 25.10.2015      |

Примітка: таблиця складена за даними сайту Верховної Ради України

### Депутати
За результатами місцевих виборів 2010 року депутатами ради стали:

#### За суб'єктами висування
| Суб'єкт висування                 | Кількість обраних депутатів | %    |
| --------------------------------- | --------------------------- | ---- |
| Самовисування                     | 23                          | 76,7 |
| Політична партія «Сильна Україна» | 4                           | 13,3 |
| Всеукраїнська партія трудящих     | 1                           | 3,3  |
| Партія регіонів                   | 1                           | 3,3  |
| Селянська партія України          | 1                           | 3,3  |

#### За округами
| № округу                          | Прізвище, ім'я, по батькові       | Дата визнання обраним | Освіта  | Партійна приналежність                           | Відомості про обраного депутата                   |
| --------------------------------- | --------------------------------- | --------------------- | ------- | ------------------------------------------------ | ------------------------------------------------- |
| Всеукраїнська партія трудящих     |                                   |                       |         |                                                  |                                                   |
| 5                                 | Ісаюк Юрій Вікторович             | 02.11.2010            | вища    | член Всеукраїнської партії трудящих              | ДПІ Шевченківського району м. Києва, нач. відділу |
| Партія регіонів                   |                                   |                       |         |                                                  |                                                   |
| 21                                | Денисова Світлана Михайлівна      | 02.11.2010            | вища    | член Партії регіонів                             | СПД                                               |
| Політична партія «Сильна Україна» |                                   |                       |         |                                                  |                                                   |
| 6                                 | Хоменко Ольга Федорівна           | 02.11.2010            | вища    | позапартійна                                     | Димерський Будинок культури, худ. керівник        |
| 9                                 | Томко Віталій Григорович          | 02.11.2010            | вища    | позапартійний                                    | приватний підприємець, керівник                   |
| 16                                | Іванченко Олександр Олександрович | 02.11.2010            | вища    | позапартійний                                    | тимчасово не працює                               |
| 30                                | Горголь Юрій Анатолійович         | 02.11.2010            | середня | позапартійний                                    | приватний підприємець, керівник                   |
| Селянська партія України          |                                   |                       |         |                                                  |                                                   |
| 2                                 | Кононенко Леонід Андрійович       | 02.11.2010            | середня | член Селянської партії України                   | Вишгородська СЕС, завід. відділенням              |
| Самовисування                     |                                   |                       |         |                                                  |                                                   |
| 1                                 | Ріпик Павло Михайлович            | 02.11.2010            | вища    | позапартійний                                    | ТОВ «Альянс-Сервіс», заст. голов. інжен.          |
| 3                                 | Кушнір Михайло Петрович           | 14.11.2010            | середня | позапартійний                                    | пенсіонер                                         |
| 4                                 | Устенко Тарас Іванович            | 02.11.2010            | вища    | позапартійний                                    | пенсіонер                                         |
| 7                                 | Мороз Валентина Григорівна        | 02.11.2010            | вища    | позапартійна                                     | Димерська дитяча музична школа, директор          |
| 8                                 | Решко Йосип Антонович             | 02.11.2010            | вища    | позапартійний                                    | Димерська селищна рада, начальник ВОС             |
| 10                                | Раденко-Буцик Олена Геннадіївна   | 14.11.2010            | вища    | позапартійна                                     | приватний підприємець                             |
| 11                                | Лясота Ніна Дмитрівна             | 02.11.2010            | вища    | позапартійна                                     | АЗС «АТМ», оператор                               |
| 12                                | Станкевич Світлана Миколаївна     | 02.11.2010            | вища    | позапартійна                                     | приватний підприємець                             |
| 13                                | Чубатий Дмитро Вікторович         | 02.11.2010            | вища    | позапартійний                                    | Вишгородський РВ ГУ МВС України, міліціонер       |
| 14                                | Денисюк Людмила Анатоліївна       | 02.11.2010            | вища    | позапартійна                                     | Литвинівська сільська рада, секретар              |
| 15                                | Поляков Володимир Олександрович   | 02.11.2010            | вища    | член Української республіканської партії «Собор» | тимчасово не працює                               |
| 17                                | Мельник Володимир Кузьмич         | 02.11.2010            | вища    | позапартійний                                    | пенсіонер                                         |
| 18                                | Сапон Світлана Бетирсоліївна      | 02.11.2010            | середня | позапартійна                                     | КОО «Червоний хрест», патронажна медсестра        |
| 19                                | Кошинський Костянтин Михайлович   | 02.11.2010            | вища    | позапартійний                                    | пенсіонер                                         |
| 20                                | Провотар Людмила Петрівна         | 02.11.2010            | середня | позапартійна                                     | госпіталь ГУ МВС України, мол. медсестра          |
| 22                                | Антоненко Ніна Михайлівна         | 02.11.2010            | середня | позапартійна                                     | Димерська рай лікарня, медсестра                  |
| 23                                | Данилюк Віра Іванівна             | 02.11.2010            | вища    | позапартійна                                     | ДНЗ «Зернятко», муз. керівник                     |
| 24                                | Лозенко Микола Петрович           | 02.11.2010            | вища    | позапартійний                                    | Димерська загальноосвітня школа № 1, директор     |
| 25                                | Лавренок Наталія Іванівна         | 02.11.2010            | вища    | позапартійна                                     | Рибгосп «Толокунський», зам. директора            |
| 26                                | Ружинський Сергій Дмитрович       | 02.11.2010            | вища    | позапартійний                                    | Вишгородський РВ ГУ МВС України, міліціонер       |
| 27                                | Куценко Микола Іванович           | 02.11.2010            | вища    | позапартійний                                    | Димерська селищна рада, заступник голови          |
| 28                                | Павлюк Світлана Петрівна          | 02.11.2010            | середня | позапартійна                                     | Димерська селищна рада, спеціаліст ІІ категорії   |
| 29                                | Шайдецька Віра Володимирівна      | 02.11.2010            | середня | позапартійна                                     | Вишгородська СЕС, медич. статистик                |